# Schmuck-Geisterpfeifenfisch
Der Schmuck-Geisterpfeifenfisch (Solenostomus paradoxus), auch Harlekin-Geisterpfeifenfisch genannt, lebt im Roten Meer und im tropischen Indopazifik von der Küste Ostafrikas bis zum südöstlichen Australien, Neukaledonien, den Fidschi-Inseln, Tonga und nördlich bis zum südlichen Japan.

## Merkmale
Die Art ist variabel schwarz bis rot oder gelb gefärbt normalerweise mit kleinen Punkten. Die Fische sind von zahlreichen fransenartigen Hautauswüchsen bedeckt. Pelagische Jungfische und gerade zum benthischen Leben übergegangene Tiere sind völlig transparent und schlanker als die Adultform. Ausgewachsen erreichen sie eine Länge von zwölf Zentimetern. Es gibt 32 bis 33 Wirbel. Der Körper wird durch 31 bis 35 Knochenplatten geschützt.
Flossenformel: Dorsale V/17–21, Anale 17–21.
Die Schwanzflosse ist spatenförmig oder abgerundet, der Schwanzflossenstiel ist lang. Die Bauchflossen der Weibchen sind zu einer Bruttasche für das Gelege umgebildet.

## Lebensweise
Die Fische leben zunächst pelagisch und gehen erst zur Fortpflanzung zum bodengebundenen Leben über. Sie leben dann an küstennahen Riffen meist zwischen Gorgonien, Algen oder nah bei Haarsternen, wo sie gut getarnt sind. Der Schmuck-Geisterpfeifenfisch ist monogam und paarweise oder einzeln anzutreffen. Wie bei allen Geisterpfeifenfischen bilden die Weibchen mit ihren Bauchflossen eine Bruttasche und tragen die Eier bis zum Schlupf der Jungfische mit sich herum. Sie ernähren sich von Schwebegarnelen (Mysida) und anderen kleinen Krebstierchen.